# ميشيل برنارد (صحفية)
ميشيل برنارد (بالإنجليزية: Michelle Bernard)‏ هي محامية وصحفية أمريكية، ولدت في 30 يوليو 1963 في واشنطن العاصمة في الولايات المتحدة.

## وصلات خارجية
- ميشيل برنارد على موقع IMDb (الإنجليزية)
- ميشيل برنارد على موقع إن إن دي بي (الإنجليزية)